# هاري وايلد جونز
هاري وايلد جونز (بالإنجليزية: Harry Wild Jones) هو مهندس معماري أمريكي، ولد في 9 يونيو 1859، وتوفي في 25 سبتمبر 1935.